# Sergej Lelekin
Sergej Lelekin (in russo Сергей Лелекин?; 28 marzo 1973) è un ex ciclista su strada russo.

## Palmarès

### Strada
- 1998 (Dilettanti, una vittoria)

Coppa Colli Briantei

## Piazzamenti

### Grandi Giri
- Giro d'Italia

2003: ritirato (14ª tappa)

### Classiche monumento
- Milano-Sanremo

2000: ritirato
- Giro di Lombardia

2000: 30º
2001: 47º

### Competizioni mondiali
- Campionati del mondo

Verona 1999 - In linea Elite: 49º
Plouay 2000 - In linea Elite: 103º
Lisbona 2001 - In linea Elite: 73º